# Maria Friedman
Maria Friedman (Birmingham, 19 marzo 1960) è un'attrice, cantante e regista teatrale inglese, nota soprattutto come interprete di musical nel West End londinese.

## Biografia
Maria Friedman è nata a Birmingham dalla pianista Clair Llewelyn Sims e dal violinista Leonard Friedman della Royal Philharmonic Orchestra. La famiglia si trasferì in Germania per lavoro, ma dopo il divorzio della coppia Maria Friedman tornò nel Regno Unito all'età di cinque anni. Dopo aver ricoperto parti minori in musical a Londra e Bristol, ottenne il primo successo con Sunday in the Park with George al Royal National Theatre, in cui interpretata il duplice ruolo di Dot e Maria accanto a Philip Quast; per la sua interpretazione fu candidata al Laurence Olivier Award alla migliore attrice in un musical. Nel 1995 vinse il Laurence Olivier Award per il migliore intrattenimento per il suo cabaret "Maria Friedman By Special Arrangement" e l'anno successivo recitò con Michael Ball nel musical Passion al Queen's Theatre del West End di Londra; per la sua interpretazione nel ruolo di Fosca vinse il Laurence Olivier Award alla migliore attrice in un musical. L'anno successivò torno sulle scene del National Theatre per cantare le musiche di Kurt Weill in Lady in the Dark, mentre nel 1999 rimpiazzò Ruthie Henshall nel revival londinese di Chicago, per cui fu nuovamente candidata al Laurence Olivier Award. Nel 2000 recitò con Ian McShane e Joanna Riding nell'adattamento musicale delle Streghe di Eastwick in scena al Theatre Royal Drury Lane, mentre nel 2003 si unì al cast originale della prima britannica di Ragtime, per cui vinse il suo terzo Laurence Olivier Award, il suo secondo come migliore attrice in un musical.
Nel 2004 recitò nella prima del musical di Andrew Lloyd Webber The Woman in White, in scena al Palace Theatre con Michael Crawford; per la sua interpretazione fu nuovamente candidata al Laurence Olivier Award. Nel 2005 fece il suo debutto a Broadway con il musical di Andrew Lloyd Webber; nello stesso periodo le fu diagnosticato il cancro al seno. Nonostante la malattia, la Friedman continuò a recitare senza perdere nessuna replicha e vinse il Theatre World Award per la sua performance. Dopo essere stata curata dal tumore, l'attrice ha rinunciato a recitare a teatro per lunghi periodi, preferendo apparire in brevi allestimenti semiscenici e dedicandosi alla regia. Nel 2007 ha recitato nel ruolo di Sally in una versione concertistica di Follies in scena al London Palladium con Imelda Staunton e in quello di Mrs Lovett in Sweeney Todd: The Demon Barber of Fleet Street alla Royal Festival Hall con Bryn Terfel. Nel 2009 ha recitato in tre concerti del musical The King and I alla Royal Albert Hall con Daniel Dae Kim. Nel 2012 ha fatto il suo debutto alla regia con il musical di Stephen Sondheim Merrily We Roll Along alla Menier Chocolate Factory: la regia della Friedman fu unanimemente acclamata dalla critica e l'allestimento fu riproposto nel West End, dove vinse il Laurence Olivier Award al migliore revival di un musical; l'attrice ha poi curato la regia di questo musical anche a Boston nel 2017. Nel 2015 ha diretto il musical High Society all'Old Vic con Jamie Parker nel ruolo del protagonista. Nel 2019 torna a recitare nel West End per la prima volta in quindici anni, quando sostituisce Judy Kuhn nella produzione di Trevor Nunn di Fiddler on the Roof, in scena al Playhouse Theatre. Nel 2022 è tornata a dirigere Merrily We Roll Along al New York Theatre Workshop dell'Off-Broadway, con un cast composto da Daniel Radcliffe, Lindsay Mendez e Jonathan Groff, mentre l'anno successivo ha esordito a Broadway in veste di regista con il medesimo allestimento, che le vale una candidatura al Tony Award alla miglior regia di un musical.

### Vita privata
Maria Friedman ha due figli: Toby Sams-Friedman, nato nel 1994 dall'attore Jeremy Sams ed Alfrie Friedman, nato nel 2002 dal cameraman Oleg Poupko. È stata brevemente sposata con Roland Brine e dal 2006 è impegnata in una relazione con Adrian Der Gregorian.

## Filmografia parziale
- Red Dwarf – serie TV, episodio 3x01 (1989)
- Casualty – serie TV, 13 episodi (1991-1992)
- In Deep – serie TV, episodi 2x03-2x04 (2002)
- EastEnders – serial TV, 50 puntate (2014-2017)
- Le relazioni pericolose (Dangerous Liaisons) – serie TV, 4 episodi (2022)
- Unforgotten – serie TV, 3 episodi (2023)

## Teatrografia parziale

### Attrice
- Oklahoma!, libretto di Oscar Hammerstein II, musiche di Richard Rodgers, regia di James Hammerstein. Palace Theatre di Londra (1980)
- A Funny Thing Happened on the Way to the Forum, libretto di Burt Shevelove, musiche di Stephen Sondheim, regia di John David. Bristol Old Vic di Bristol (1982)
- Blondel, libretto di Tim Rice, musiche di Stephen Oliver, regia di Peter James. Bristol Old Vic di Bristol (1983)
- Girlfriends, libretto di Richard Curtis e John Retallac, musiche di Howard Goodall. Coliseum Theatre di Oldham (1986)
- Spin of the Wheel, testo e regia di Timothy Prager. Comedy Theatre di Londra (1986)
- Body Work, di Richard Stilgoe. Christs Hospital di West Sussex (1987)
- Ghetto, di Joshua Sobol, regia di Nicholas Hytner. National Theatre di Londra (1989)
- Sunday in the Park with George, libretto di James Lapine, musiche di Stephen Sondheim, regia di Steven Pimlott, con Philip Quast. National Theatre di Londra (1990)
- Company, libretto di George Furth, musiche di Stephen Sondheim, produzione semiscenica con la regia di David Kernan, con John Barrowman. Victoria Palace Theatre di Londra (1990)
- Merrily We Roll Along, libretto di George Furth, musiche di Stephen Sondheim. Haymarket Theatre di Leicester (1992)
- Square Rounds, testo e regia di Tony Harrison. National Theatre di Londra (1992)
- April in Paris, testo e regia di John Godber. Ambassadors Theatre di Londra (1993)
- A Little Night Music, libretto di Hugh Wheeler, musiche di Stephen Sondheim, produzione semiscenica con la regia di Michael Reed, con Betty Buckley. Golders Green Hippodrome di Londra (1995)
- Passion, libretto di James Lapine, musiche di Stephen Sondheim, regia di Jeremy Sams, con Michael Ball. Queen's Theatre di Londra (1995)
- The Break of Day, di Timberlake Wertenbaker, regia di Max Stafford-Clark. Bristol Old Vic di Bristol, Royal Court Theatre di Londra, Haymarket Theatre di Leicester (1995)
- Lady in the Dark, libretto di Moss Hart, musiche di Kurt Weill, regia di Francesca Zambello. National Theatre di Londra (1997)
- Chicago, libretto di Fred Ebb, musiche di John Kander, regia di Walter Bobbie, coreografie di Ann Reinking. Teatro Adelphi di Londra (1999)
- Le streghe di Eastwick, libretto di John Dempsey, musiche di Dana Rowe, regia di Eric Shaeffer, con Ian McShane, Lucie Arnaz, Joanna Riding. Theatre Royal Drury Lane di Londra (2000)
- Ragtime, libretto di Terrence McNally, versi di Lynn Ahrens, musiche di Stephen Flaherty, regia di Stafford Arima. Piccadilly Theatre di Londra (2003)
- The Woman in White, libretto di Charlotte Jones, versi di David Zippel, musiche di Andrew Lloyd Webber, regia di Trevor Nunn, con Michael Crawford. Palace Theatre di Londra (2004)
- The Woman in White, libretto di Charlotte Jones, versi di David Zippel, musiche di Andrew Lloyd Webber, regia di Trevor Nunn, con Michael Ball. Marquis Theatre di New York (2005)
- Follies, libretto di James Goldman, musiche di Stephen Sondheim, produzione semiscenica con la regia di Bill Deamer, con Imelda Staunton. London Palladium di Londra (2007)
- Sweeney Todd: The Demon Barber of Fleet Street, libretto di Hugh Wheeler, musiche di Stephen Sondheim, produzione semiscenica con la regia di David Freeman, con Bryn Terfel. Royal Festival Hall di Londra (2007)
- The King and I, libretto di Oscar Hammerstein II, musiche di Richard Rodgers, regia di Jeremy Sams, con Daniel Dae Kim. Royal Albert Hall di Londra (2009)
- Fiddler on the Roof, libretto di Joseph Stein e Sheldon Harnick, colonna sonora di Jerry Bock, regia di Trevor Nunn, con Andy Nyman. Playhouse Theatre di Londra (2019)

### Regista
- Merrily We Roll Along, libretto di George Furth, musiche di Stephen Sondheim. Menier Chocolate Factory di Londra (2012)
- High Society, libretto di Arthur Kopit, musiche di Cole Porter. Old Vic di Londra (2015)
- Merrily We Roll Along, libretto di George Furth, musiche di Stephen Sondheim. Calderwood Pavilion di Boston (2017)
- Merrily We Roll Along, libretto di George Furth, musiche di Stephen Sondheim.  New York City Workshop di New York (2022), Hudson Theatre di Broadway (2023)

### Vocal coach
- Jo-Jo the Melon Donkey, di Michael Morpurgo, regia di Gemma Bodinetz. National Theatre di Londra (1992)